# Tudorblatt

Tudorblatt

Das Tudorblatt ist ein Ornament, das charakteristisch ist für die englische Spätgotik. Es besteht aus einem efeuähnlichen Blatt, das in Firsten, als Dachkamm oder als oberer Schmuck einer Krone häufig vorkommt.